# Wollie Kaiser

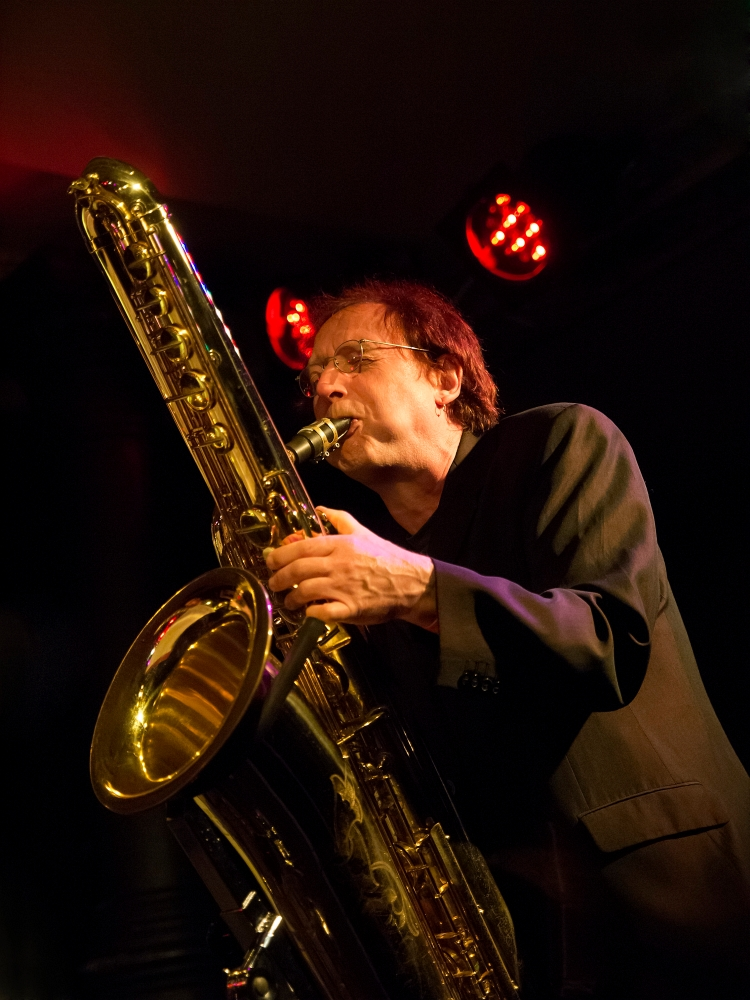
Wollie Kaiser in Jazzclub Unterfahrt (München, 2012)

Wollie Kaiser (Königswinter, 9 augustus 1950) is een Duitse houtblazer (piccolofluit, altfluit, basfluit, sopraan-, tenor- en bassaxofoon, basklarinet en contrabasklarinet) in de modern creative-jazz.

## Biografie
Wollie Kaiser werd bekend in een trio met Fritz Wittek en Dieter Manderscheid. In 1981 begon hij de Kölner Saxophon Mafia, waarmee hij ook nu nog actief is. Vanaf 1986 speelde hij in een duo met Georg Ruby, hun album Ruby Domesticus Vulgaris werd in 1987 in een Cadence-Poll uitgeroepen als de buitenlandse productie van het jaar. Onder de naam Wollie Kaiser Timeghost kwam Kaiser sinds 1993 met verschillende projecten met wisselende bezettingen, waarin hij zich bezighoudt met de songs en sounds van de rockmuziek.
Kaiser heeft een duo met Ulla Oster. Hij heeft gewerkt met o.m. Klaus König, Peter Herborn, Manfred Bründl, Gabriele Hasler, Ekkehard Jost, Underkarl, der Franck Band, Gary Thomas, Mark Feldman, Jürgen Wuchner, Janusz Stefański, Harry Beckett, Christof Thewes en het Liquid Penguin Ensemble. Met Andreas Kaling, Jan Klare en Dirk Raulf speelt hij in het in 2008 opgerichte bassaxofoon-kwartet Deep Schrott.
Sinds 1989 is Kaiser docent aan de Folkwangschule in Essen, tevens geeft hij les aan de Hochschule für Musik Saar. Hij woont in Saarbrücken.
Kaiser heeft meegewerkt aan meer dan 60 albums.